# Balthasaria
Balthasaria  es un género de plantas con flor en la familia de las Pentaphylacaceae.

## Especies
- Balthasaria mannii, (Oliver) Verdc.
- Balthasaria schliebenii, (Melch.) Verdc.